# Museu Nacional de les Cultures
El Museu Nacional de les Cultures és un museu nacional de la Ciutat de Mèxic dedicat a la difusió de les cultures del món, les del passat i les del present. La seu del centre és un edifici d'era colonial utilitzat per la Seca per fer monedes, i que abans havia estat la Casa Negra de Moctezuma II. La Seca es va traslladar al carrer Apartado el 1850, i l'edifici va tenir diversos usos abans de tenir el seu ús actual a partir del 1966.

## Història

### Asteques
El museu està situat on originalment hi havia un edifici de la civilització asteca, que formava part del del complex de Nous Palaus de Moctezuma II que va passar a ser anomenat "Casa Denegrida" (Casa Negra) pels colonitzadors espanyols, que la van descriure com una habitació amb finestres pintada de negre. En aquest espai, Moctezuma meditava el que li comunicaven els xamans i vidents professionals. Durant la conquesta espanyola de l'Imperi asteca tant aquesta Casa Negra com la resta dels palaus van ser gairebé destruïts.
Aquest lloc formava part de les terres entregades a Hernán Cortés per la Corona espanyola com a recompensa per la conquesta de Mèxic, i Cortés va reconstruir els Palaus Nous i el complex de la Casa Negra, utilitzant molts dels materials d'altres edificis asteques. El fill de Cortés més tard va heretar aquest palau, que més tard va vendre a Felip V d'Espanya per tal d'establir el vici-palau regi. S'han fet excavacions arqueològiques per estudiar aquests edificis.

### Era colonial
Les primeres fàbriques de moneda a la ciutat es van fer al centre. Tanmateix, a causa de la prosperitat de la colònia i la necessitat per més producció de moneda, aquestes operacions es van traslladar aquí el 1731. El responsable de les operacions, Nicolás Peinado, també era arquitecte i va fer els plànols inicials. Però hi va haver problemes amb la remodelació, i per això el virrei Jose Eduardo de Herrera va prendre la responsabilitat i va empresonar Peinado. Finalment la remodelació va ser completada per Luis Diez Navarro.
La indústria de la moneda és la responsable del nom del carrer on està situada, anomenada Moneda. La construcció fou reformada novament entre 1772 i 1779 per Miguel Constanzó, Lorenzo Rodriguez, id Jose Damian Ortiz de Castro.

### Conversió a museu
El 1850, la indústria de la moneda es traslladà al carrer Apartado, i aquest edifici va ser utilitzat per diverses entitats com l'Escola de Gravat, la Suprema Cort de Justícia de Mèxic, el ministeri de l'interior i el departament de disseny gràfic del govern.
El 1865, Maximilià I de Mèxic va decidir posar el Museu Públic d'Història Natural, Arqueologia i Història en aquest edifici, començant amb les peces donades per la Universitat Reial de Mèxic i el Museu Nacional fundat pel president Guadalupe Victoria el 1825. A principis del segle xx, l'artista Rufino Tamayo va pintar el mural anomenat "La Revolución" on vol mostrar el que va ser la Revolució Mexicana. Aquest mural encara es pot veure al mateix espai. El museu inicialment fou exitós, però va començar a decaure i gran part de la col·lecció es traslladà a altres institucions. La col·lecció d'elements relacionats amb la història natural es van traslladar a la Universitat Nacional Autònoma de Mèxic el 1909, i la col·lecció d'elements històrics mexicans al Castell de Chapultepec el 1944. La majoria dels objectes restants van ser transferits al Museo Nacional de Antropología e Historia el 1964.

## Descripció
Aquest edifici d'era colonial va ser declarat monument nacional el 1931. El 1966, l'edifici passà a dir-se Museu Cultural, i les sales van passar a mostrar elements culturals d'arreu del món. Aquest museu, dedicat a cultures passades i presents d'arreu, és l'únic un del seu tipus a Amèrica Llatina. El museu té setze espais amb exposicions permanents i tres per mostres temporals. Algunes sales estan dedicades a les cultures prehistòriques i permeten entendre els orígens culturals de les societats sedentàries i agrícoles. També hi ha sales dedicades a l'antiga Mesopotàmia, l'antiga Roma i l'antiga Grècia.
A la Sala de l'Era dels Descobriments hi ha objectes i projeccions per entendre com va ser el primer contacte europeu amb les Amèriques. Per mostrar les cultures modernes, hi ha exposicions de tots els continents, algunes dedicades a cultures poc conegudes a Mèxic com la de Samoa o Nova Irlanda. Des de la seva fundació, el museu ha rebut més de 12.000 peces d'art d'arreu del món. Aquestes inclouen elements tèxtils, objectes de vidre, porcellana, fotografies, armes, quimonos, màscares, joies i escultures. Molts d'aquests objectes són originals i alguns són bastant vells. El museu encara rep donacions d'objectes. Un del més recent és de tauler amb incrustacions de nacre procedent del Vietnam.